# Rogério Rodrigues da Silva
Rogério Rodrigues da Silva (Americana, 14 de março de 1984) é um futebolista brasileiro que atua como zagueiro. Atualmente joga pelo CA Patrocinense.

## Carreira
Formado nas categorias de base do Cruzeiro, Rogério nunca chegou a jogar pelo time profissional. Foi emprestado para vários clubes menores do interior mineiro e paulista. 
Até que, em 2008, transferiu-se definitivamente para o Uberaba, onde permaneceu por 3 anos. Em 2011, acertou com o Uberlândia, também de Minas Gerais.
No final de abril de 2011, Rogério deu o maior salto em sua carreira. Transferiu-se para a Portuguesa. Em seu primeiro ano na Lusa, foi titular do time que sagrou-se campeão do Campeonato Brasileiro (Série B).
Em 2012, participou da desastrosa campanha da Portuguesa no Paulistão, que resultou no rebaixamento do time. Depois disso, perdeu espaço no time titular e tornou-se presença frequente no banco de reservas.
Na temporada de 2013, atuou maioria dos jogos como lateral-esquerdo.
Em 2014, acertou com o Criciúma. Sem espaço no "Tigre", foi emprestado para o Joinville até o final de 2014.

## Títulos
Portuguesa
- Campeonato Brasileiro - Série B: 2011
- Campeonato Paulista - Série A2: 2013

Joinville
- Campeonato Brasileiro - Série B: 2014

### Outras Conquistas
Portuguesa
- Troféu Sócrates: 2012[2]